# Jiangxiangzhen (sockenhuvudort i Kina, Jiangxi Sheng, lat 28,76, long 116,02)
Jiangxiangzhen är en sockenhuvudort i Kina. Den ligger i provinsen Jiangxi, i den sydöstra delen av landet, omkring 16 kilometer nordost om provinshuvudstaden Nanchang. Antalet invånare är 63 429. Befolkningen består av 30 134 kvinnor och 33 295 män. Barn under 15 år utgör 25,0 %, vuxna 15-64 år 65 %, och äldre över 65 år 9,0 %.
Runt Jiangxiangzhen är det tätbefolkat, med 476 invånare per kvadratkilometer. Närmaste större samhälle är Nanchangshi, 15,9 km sydväst om Jiangxiangzhen. Trakten runt Jiangxiangzhen består till största delen av jordbruksmark.
Genomsnittlig årsnederbörd är 2 373 millimeter. Den regnigaste månaden är juni, med i genomsnitt 357 mm nederbörd, och den torraste är oktober, med 36 mm nederbörd.